# Roquebrune-sur-Argens
Roquebrune-sur-Argens là một xã thuộc tỉnh Var trong vùng Provence-Alpes-Côte d’Azur, Pháp. Xã này có diện tích 106,1 km², dân số năm 2006 là 11.405 người. Xã này nằm ở khu vực có độ cao trung bình 13 mét trên mực nước biển.

## Biến động dân số
| Năm | 1805 | 1835 | 1866 | 1884 | 1892 | 1900 |
| --- | ---- | ---- | ---- | ---- | ---- | ---- |
| Dân số | 1778 | 2025 | 1825 | 1996 | 1867 | 1798 |
| From the year 1962 on: No double counting—residents of multiple communes (e.g. students and military personnel) are counted only once. |      |      |      |      |      |      |